# Castel
Castel är en by i franska departementet Somme, vid Avre, 14 kilometer sydöst om Amiens. 
Under den stora tyska offensiven mot nämnda stad på våren 1918 framträngde 2:a arméns (Georg von der Marwitz) vänstra flygel ända till Castel, som jämte den väster därom belägna skogen erövrades 4 april och befästes. Ställningen där utrymdes i början av augusti samma år i samband med de allierades motoffensiv.